# Chapman (contea di Northampton, Pennsylvania)
Chapman è un comune (borough) degli Stati Uniti d'America, situato nello stato della Pennsylvania, nella contea di Northampton.